# Гуцульский лад
Гуцу́льский лад — лад, характерный для музыкального фольклора ряда европейских народов, в частности народной музыки Западной Украины (прежде всего, гуцульского фольклора), с чем и связано название. В российском музыкознании термин «гуцульский лад» не является общеупотребительным. Холопов приводит его среди прочих звукорядов гемиольных ладов.
Гуцульский лад — в основе минорный, но отличается высокими четвёртой (как в цыганской гамме) и шестой (как в дорийском) ступенями:

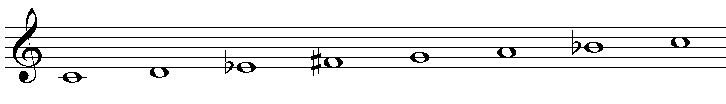
Гуцульский лад от ноты До.

Близким к гуцульскому является гуральский лад (этот термин также не является общеупотребительным).
Гуцульский лад можно рассматривать как обращение гармонического минора от 4 ступени. Пример: Соль-гармонический = До-гуцульский.